# Podolestes orientalis
Podolestes orientalis là loài chuồn chuồn trong họ Argiolestidae. Loài này được Selys mô tả khoa học đầu tiên năm 1862.